# Apple Creek Township
Apple Creek Township est un township du comté de comté de Cap Girardeau dans le Missouri, aux États-Unis,. En 2000, sa population s'élève à 1 960 habitants. Le township est fondé en 1872 et baptisé en référence à Apple Creek (en), un affluent du Mississippi.

## Source de la traduction
- (en) Cet article est partiellement ou en totalité issu de l’article de Wikipédia en anglais intitulé « Apple Creek Township, Cape Girardeau County, Missouri » (voir la liste des auteurs).